# Sieben Magnificat-Antiphonen
Sieben Magnificat-Antiphonen per a cor mixt (SATB) a cappella és una obra d'Arvo Pärt composta el 1988 (revisada el 1991) per encàrrec del RIAS Kammerchor de Berlín per celebrar el seu 40è aniversari i compta com una de les poques composicions contemporànies de les vespres. Va ser estrenat per aquest cor l'11 d'octubre de 1988 dirigit per Marcus Creed.
Es compon de set moviments:
- O Weisheit
- O Adonai
- O Sproß aus Isais Wurzel
- O Schlüssel Davids
- O Morgenstern
- O König aller Völker
- O Immanuel